# Hemoptise
Hemoptise é a expulsão sanguínea ou sanguinolenta através da tosse, proveniente de hemorragia na árvore respiratória. É comum a várias doenças cardíacas e pulmonares. Pode ser classificada em hemoptóico quando sangramento é em pequena quantidade misturado com escarro, ou hemoptise maciça quando o sangramento for maior que 200 - 600 ml de sangue em 24h.
Pode ter diversas causas:
Vias respiratórias
Parenquima pulmonar
Vasos pulmonares
Intrometias
Outras